# Neumünster (Zürich)

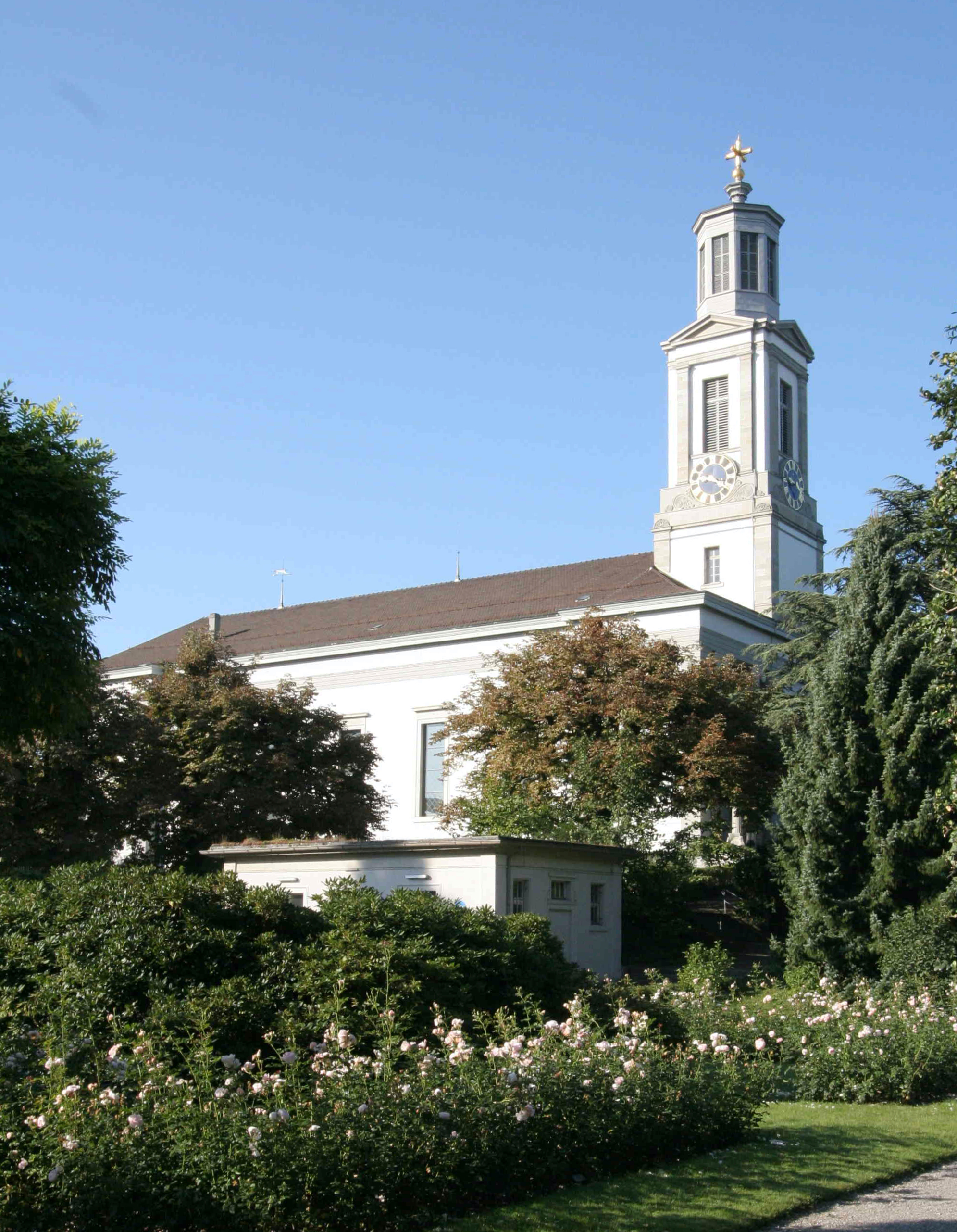
Kirche Neumünster von Süden

Das Neumünster ist ein evangelisch-reformiertes Kirchengebäude im Zürcher Stadtkreis Riesbach. Die Kirche Neumünster befindet sich an der Neumünsterstrasse 10 südwestlich des Hegibachplatzes. Neumünster war überdies bis Ende 2018 der Name der Kirchgemeinde, die sich über die heutigen Stadtquartiere Seefeld, Riesbach und Teile von Hirslanden erstreckte; seit 2019 ist sie Teil der neugeschaffenen Kirchgemeinde Zürich.

## Baugeschichte
Im Jahr 1834 wollten die reformierten Bewohner von Riesbach, Hottingen und Hirslanden nicht mehr den weiten Weg zum Grossmünster zurücklegen, um den Gottesdienst zu besuchen. Der Grosse Rat von Zürich erlaubte dem Pfarrer Johann Jakob Füssli die Neugründung einer eigenen Kirchgemeinde, worauf eine Aktiengesellschaft zum Bau der in Abgrenzung zum Grossmünster genannten Kirche Neumünster entstand. Demokratisch wurde über den Standort der neuen Kirche abgestimmt, sodass die Kirche auf dem flachen Zelglihügel zu stehen kam. 
Für den Bau der Kirche wurde im August 1834 ein unbeschränkter Wettbewerb eröffnet, der in weiten Architekturkreisen für Aufsehen sorgte. Die Beteiligung war rege, es nahmen sowohl ältere klassizistische Architekten (Hans Caspar Escher, Hans Conrad Stadler, Johann Caspar Vögeli) wie auch jüngere eher historistisch orientierte (Melchior Berri, Leonhard Zeugheer, Ferdinand Stadler) daran teil. Zeugheer gewann mit einem neugotischen Projekt den ersten Preis, gefolgt von Johann Caspar Vögeli und dem durch seine späteren Kirchenbauten bekannten Ferdinand Stadler.
Zeugheers Wahl des neugotischen Stils war insofern bemerkenswert, als die Gotik wegen der vielen bestehenden alten Kirchen als katholischer Stil galt. Ungeachtet seines Sieges stiess das Projekt denn auch auf Widerstand, Zeugheer musste, um die Ausführung des Baues zu erhalten, die Pläne im klassizistischen Sinn umarbeiten. Das so veränderte Projekt wurde 1836 bis 1839 umgesetzt. 1880 wurde die Orgelempore durch Otto Wolff vergrössert; hierbei wurde auch die Kanzel an die Westwand umgesetzt. 1902 erfolgte unter Gustav Hirzel-Koch eine erste Aussenrenovation. 1912 wurde das Innere der Kirche durch Alfred Friedrich Bluntschli völlig erneuert, woran eine Tafel beim Eingang noch heute erinnert. Die Kirche wurde im späthistoristischen Stil umgestaltet, wobei die Kirche eine orientalische Bemalung an der Decke und den Wänden sowie Bodenmosaiken erhielt und die Fenster durch Stuckeinfassungen eingerahmt wurden. 1976 bis 1978 erfolgte eine Gesamtrenovation durch Peter Germann und Georg Stulz und im Jahr 1996 wurde das Äussere der Kirche, besonders der Kirchturm, saniert.

## Baubeschreibung

### Aussenansicht und Glocken

Aufnahme von 1875, Blick auf das untere Seebecken (Gelände des heutigen botanischen Gartens), rechts Kirche Neumünster

Das Neumünster ist ein längsrechteckiger, fünfachsiger Saalbau, der sich auf dem Zelglihügel befindet, einer kleinen Anhöhe, die einst frei stand, heute jedoch von Villen aus dem 19. und frühen 20. Jahrhundert umgeben ist. Drei Treppenläufe führen von der Neumünsterstrasse zur Kirche, der Hauptzugang wird durch eine monumentale Freitreppe bestimmt. Die Kirche ist von einer Parkanlage umgeben, die mit Scheinzypressen und Linden bepflanzt ist. Östlich der Neumünsterkirche befand sich einst der Friedhof Neumünster, der heute zu einer Parkanlage umgestaltet ist.
Auf den Schmalseiten der Kirche sind Eckbauten vorangestellt. Die spätklassizistische Hauptfassade besitzt drei Portale und wird durch Säulen und Pilaster rhythmisiert. Über dem mittleren, leicht vorspringenden Portal erhebt sich der Kirchturm, der sich in ein würfelförmiges Zwischengeschoss, ein schlankes Geschoss mit Turmuhr und ein achteckiges oberstes Geschoss unterteilt. Die Seitenfronten werden durch hohe, schmale Rechteckfenster gegliedert.
Mit ihrem markanten Frontturm ist das Neumünster vom englischen Klassizismus (Greek Revival) inspiriert, besonders von der Kirche St Pancras New Church in London und der Kirche St. Peter in Regent. Vom Neumünster Zürich wiederum dürften die reformierte Kirche Heiden und die reformierte Kirche Wattwil beeinflusst gewesen sein, welche beide von Felix Wilhelm Kubly wenige Jahre nach dem Neumünster Zürich erbaut wurden.
1838 wurde in der Glockengiesserei Jakob Keller in Unterstrass ein vierstimmiges Geläute im Motiv Dur-Akkord gegossen. 1955 in der Glockengiesserei H. Rüetschi in Aarau wurde die fünfte Glocke gegossen.
Der Turm birgt ein fünfstimmiges Geläute:
| Glocke | Schlagton | Giesser                   | Gussjahr | Gewicht |
| ------ | --------- | ------------------------- | -------- | ------- |
| 1      | H0        | Jakob Keller, Unterstrass | 1838     | 2832 kg |
| 2      | dis1      | Jakob Keller, Unterstrass | 1838     | 1460 kg |
| 3      | fis1      | Jakob Keller, Unterstrass | 1838     | 820 kg  |
| 4      | gis1      | H. Rüetschi, Aarau        | 1955     | 622 kg  |
| 5      | h1        | Jakob Keller, Unterstrass | 1838     | 335 kg  |

### Innenraum und Ausstattung
Bis zur Umgestaltung der Kirche im Jahr 1912 war der Innenraum nüchtern gehalten. Seit der späthistoristischen Umgestaltung unter Alfred Friedrich Bluntschli besitzt der rechteckige Saal eine dem damaligen Zeitgeist entsprechende Ausstattung. Dem Hauptportal gegenüber befindet sich die Kanzelwand, über der sich das Emporengeschoss und der Orgelprospekt erheben. Eine Kassettendecke schliesst den Innenraum ab. In den Aufgängen zur Turmempore befinden sich zwei Gemälde, die die Verklärung am Tabor sowie Das Gebet Jesu im Garten Getsemane thematisieren. Das erste Gemälde stammt von Konrad Zeller aus dem Jahr 1839, das zweite von R. Münger aus dem Jahr 1916.

## Orgeln

### Frühere Orgeln
1840 erfolgte der Bau der ersten Orgel für das Neumünster durch Friedrich Haas, Luzern. Das Instrument besass 36 Register auf 3 Manualen samt Pedal. Der Orgelprospekt hatte ursprünglich eine weiss-goldene Fassung. Im Laufe der Jahre erfuhr diese erste Orgel einige Veränderungen, z. B. hatte sie 1860 bereits 39 Register. 1881 wurde das Instrument durch Orgelbauer Friedrich Goll, Luzern, dem Firmennachfolger von Friedrich Haas, umgebaut. Neben Prospektänderungen erhielt die Orgel einen Eichierungsanstrich (Eichen-Imitation) als neue Fassung. 1912 erfolgte ein erneuter Umbau durch Orgelbau Goll & Cie, Luzern. Hierbei wurden die Trakturen pneumatisiert, die Windladen ersetzt und der Prospekt erhielt wieder die ursprüngliche, weiss-goldene Fassung. Möglicherweise wurde auch die Disposition verändert. 1918 erfolgten weitere Umbauten und vermutlich auch Dispositions-Änderungen durch Goll & Cie, Luzern.
Im Hinblick auf das 100-jährige Jubiläum der Kirchgemeinde Neumünster wurde 1939 die Anschaffung einer neuen Orgel beschlossen. 1940 erfolgte der Bau der neuen Orgel mit elektrischen Trakturen durch Orgelbau Kuhn, Männedorf, mit 50 Registern auf 3 Manualen und Pedal. Diese Orgel wurde kompromisslos im Stile der «neuen Sachlichkeit» gebaut. Der  Prospekt und die letzten Reste der Haas/Goll-Orgel wurden entfernt. Um etwas mehr Platz für das neue Instrument zu schaffen, wurde die mehr als 1,2 m dicke Emporen-Rückwand um 40 cm abgespitzt. Trotzdem musste das Instrument sehr gedrängt gebaut werden. In den folgenden Jahrzehnten erfuhr die Orgel zahlreiche, vor allem klangliche Veränderungen. Ein Ersatz dieses Instrumentes auf mittlere Sicht drängte sich auf.

### Alte Tonhalle-Orgel
Als 1987 in der Tonhalle die alte Orgel einem Neubau weichen musste, ergriff Ursina Caflisch, die damalige Neumünster-Organistin, erfolgreich die Initiative für die Übernahme der Tonhalle-Orgel ins Neumünster. Seit 1995 steht in der Kirche die alte Tonhalle-Orgel. Das Instrument war 1872 von der Orgelbaufirma Kuhn (Männedorf) für die Alte Tonhalle erbaut, 1895 umgesetzt und 1927 umgebaut sowie 1995 umfassend restauriert worden. Bei der letzten Massnahme wurde das technische System auf Schleifladen umgestellt. Das Instrument hat 52 Register auf drei Manualen und Pedal. Die Spieltrakturen sind mechanisch, die Registertrakturen elektrisch. Das Instrument ist mit einer 128-fachen elektronischen Setzeranlage und einem Registercrescendo ausgestattet.
| I Hauptwerk C–g3 |                  |       |
| 1.               | Principal        | 16′   |
| 2.               | Principal        | 8′    |
| 3.               | Gedeckt          | 8′    |
| 4.               | Viola di Gamba   | 8′    |
| 5.               | Flûte harmonique | 8′    |
| 6.               | Octave           | 4′    |
| 7.               | Hohlflöte        | 4′    |
| 8.               | Quinte           | 2 ⁄3′ |
| 9.               | Octave           | 2′    |
| 10.              | Mixtur maior V   | 2 ⁄3′ |
| 11.              | Mixtur minor IV  | 1 ⁄3′ |
| 12.              | Cornett IV–V     | 8′    |
| 13.              | Bombarde         | 16′   |
| 14.              | Trompete         | 8′    |

| II Schwell-Positiv C–g3 |                 |       |
| 15.                     | Bourdon         | 16′   |
| 16.                     | Principal       | 8′    |
| 17.                     | Nachthorn       | 8′    |
| 18.                     | Dulciana        | 8′    |
| 19.                     | Principal       | 4′    |
| 20.                     | Traversflöte    | 4′    |
| 21.                     | Violine         | 4′    |
| 22.                     | Piccolo         | 2′    |
| 23.                     | Mixtur IV–V     | 2′    |
| 24.                     | Sesquialtera    | 2 ⁄3′ |
| 25.                     | Trompette harm. | 8′    |
| 26.                     | Englisch Horn   | 8′    |
|                         | Tremulant       |       |

| III Schwellwerk C–g3 |                  |       |
| 27.                  | Lieblich Gedeckt | 16′   |
| 28.                  | Viola            | 8′    |
| 29.                  | Voix céleste     | 8′    |
| 30.                  | Rohrflöte        | 8′    |
| 31.                  | Wienerflöte      | 8′    |
| 32.                  | Zartgedeckt      | 8′    |
| 33.                  | Principal        | 4′    |
| 34.                  | Blockflöte       | 4′    |
| 35.                  | Quintflöte       | 2 ⁄3′ |
| 36.                  | Waldflöte        | 2′    |
| 37.                  | Terzflöte        | 1 ⁄3′ |
| 38.                  | Basson           | 16′   |
| 39.                  | Trompete         | 8′    |
| 40.                  | Oboe             | 8′    |
| 41.                  | Clairon          | 4′    |
|                      | Tremulant        |       |

| Pedal C–f1 |             |     |
| 42.        | Principal   | 32′ |
| 43.        | Principal   | 16′ |
| 44.        | Violon      | 16′ |
| 45.        | Subbass     | 16′ |
| 46.        | Octave      | 8′  |
| 47.        | Gedeckt     | 8'  |
| 48.        | Violoncello | 8′  |
| 49.        | Octave      | 4′  |
| 50.        | Posaune     | 16′ |
| 51.        | Trompete    | 8′  |
| 52.        | Clairon     | 4′  |

## Persönlichkeiten
An der Kirche wirkten zwei überregional bekannte Pfarrer: von 1898 bis 1926 Hermann Kutter, einer der Begründer des religiösen Sozialismus sowie Freund von Karl Barth und Emil Brunner, und von 1926 bis 1958 Robert Lejeune, der als religiöser Sozialist, als Kunst- und Literaturkritiker, vor allem aber als Freund Robert Musils bekannt geworden ist, den er finanziell erheblich unterstützte und an dessen Grab er eine vielbeachtete Rede hielt. Am Neumünster wirkte überdies Elise Pfister von 1919 bis 1944 als Pfarrhelferin. Sie wurde 1918 als erste Frau in der Schweiz zur Pfarrerin ordiniert, doch verweigerte das Bundesgericht 1921 seine Zustimmung zum Beschluss der Zürcher Kirchensynode, Frauen zum Pfarramt zuzulassen, weshalb eine Wahl als ordentliche Pfarrerin nicht möglich war.
Zu den namhaften Organisten am Neumünster zählen Alfred Baum, der dort von 1923 bis 1980  als Organist wirkte, sowie Ursina Caflisch (Organistin von 1980 bis 2014). Die aktuelle Neumünster-Organistin ist Anna-Victoria Baltrusch.

## Veranstaltungen
Seit dem Jahr 2007 finden in der Kirche auch Blues-/Jazz-Konzerte des Veranstalters allblues statt.

## Bilder

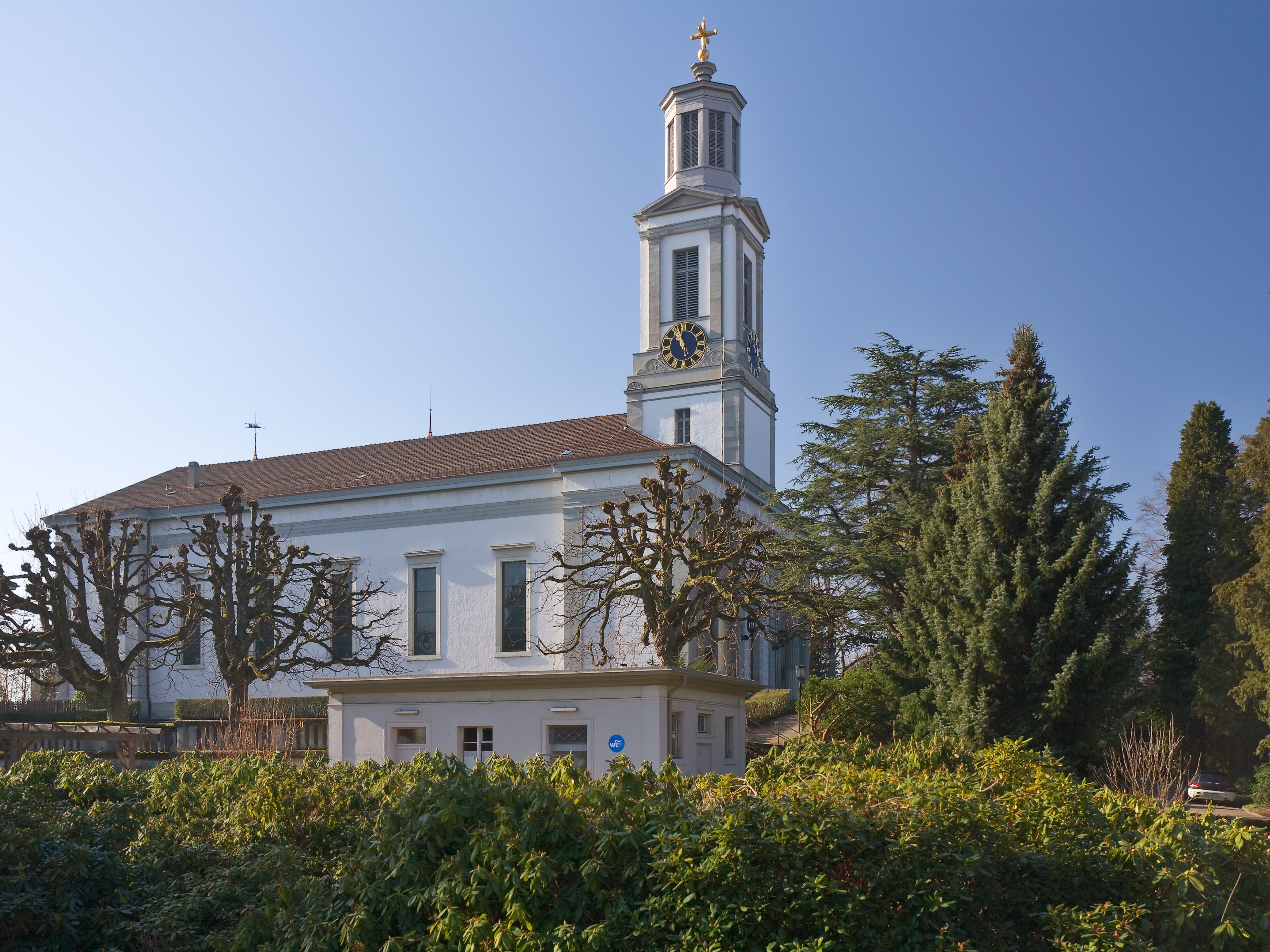
Ansicht von Norden
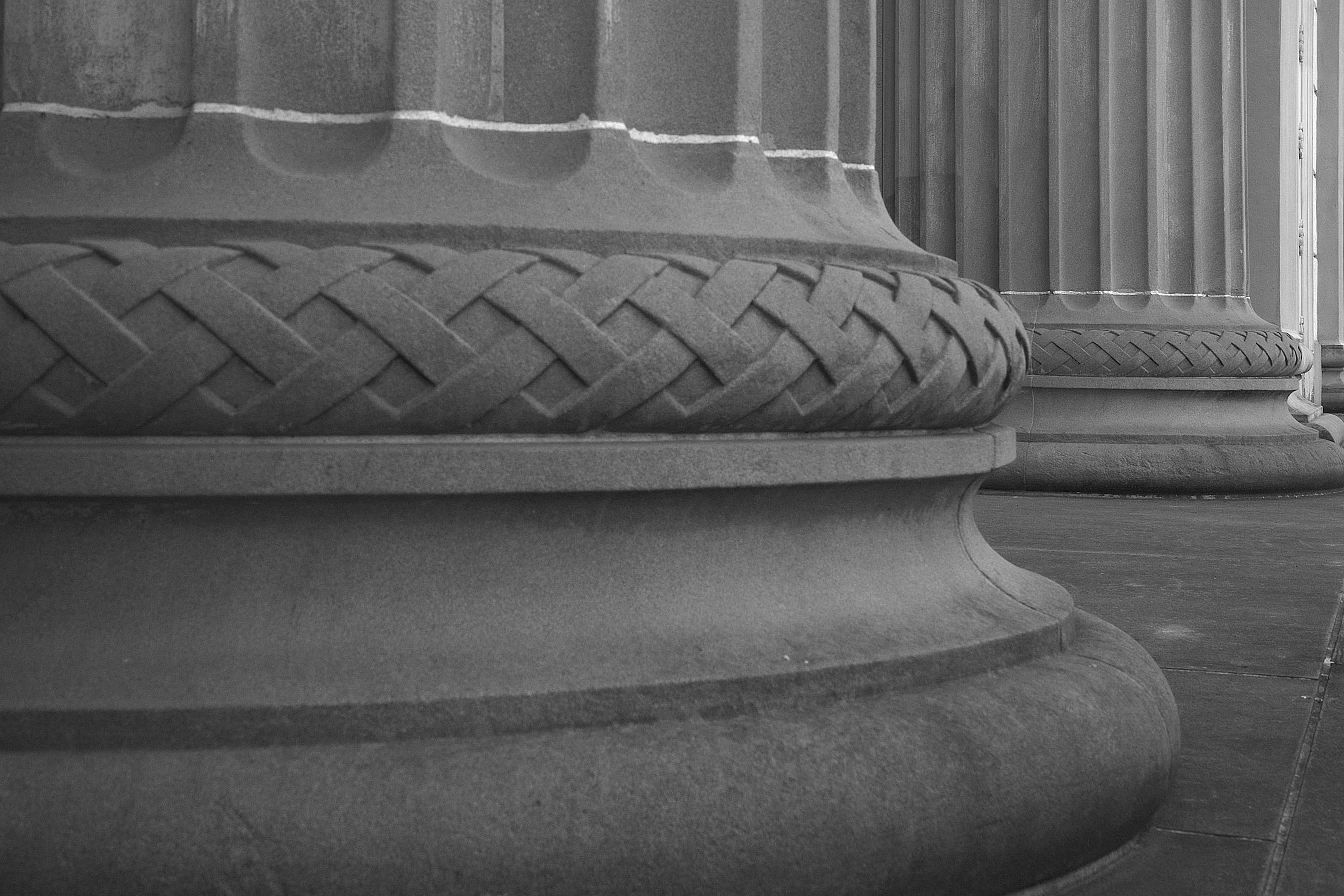
Attische Basis der Säulen vor dem Neumünster
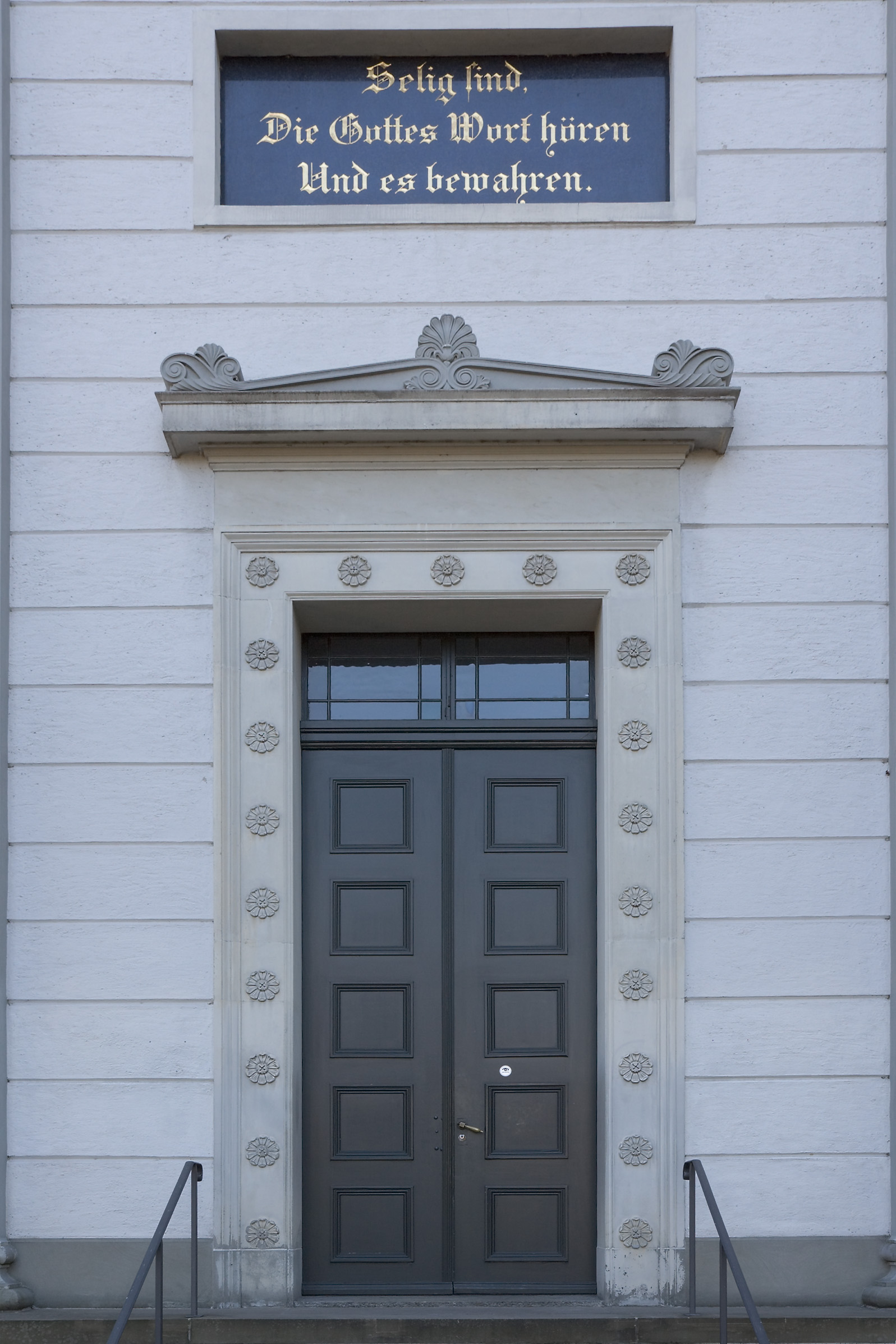
Der Eingang der Neumünsterkirche 2007
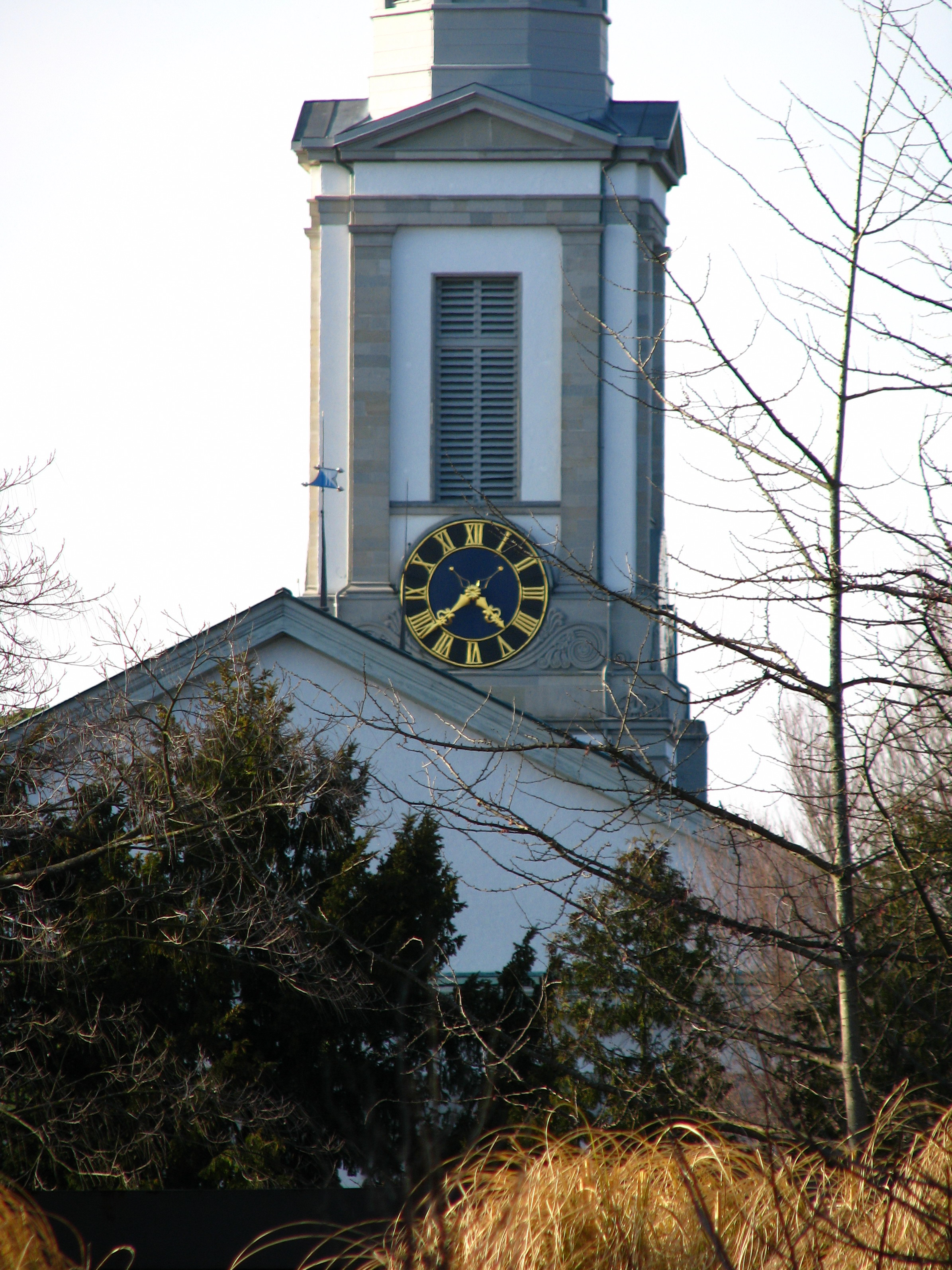
Der Kirchturm, Ansicht vom Botanischen Garten